# Laino Borgo
Laino Borgo är en ort och kommun i provinsen Cosenza i regionen Kalabrien i Italien. Kommunen hade 1 860 invånare (2018).